# 이드리스 데비
이드리스 데비 이트노(프랑스어: Idriss Déby Itno, 아랍어: إدريس ديبي, 1952년 6월 18일~2021년 4월 20일)는 예비역 차드 육군 준장 전역한 차드의 군인 출신 정치인이다. 1982년 5월 26일을 기하여 군사 쿠데타로 집권한 이후 2021년 4월 20일까지 차드의 대통령으로 재직했으며, 집권당인 애국구원운동의 당수였다.
수단 망명 시절 리비아 등의 지원을 받으면서 반정부 세력인 애국구제운동을 결성했다. 1982년 정치적 동지였던 히센느 하브레와 함께 쿠데타를 일으켜 구쿠니 웨데이 당시 대통령을 축출했으며, 이 때 하브레는 대통령에 취임했다. 리비아와의 영토문제를 두고 하브레와 갈등을 겪다가, 1990년 9월 2일 수도 은자메나를 장악하고 임시 대통령으로 취임하였다. 1990년 12월 2일 정식 대통령이 되었고 1991년, 1996년, 2001년, 2006년, 2011년, 2016년, 2021년에 실시된 대통령 선거에서 연달아 당선하면서 7선에 성공하였다.
2021년 4월 19일, 6선에 성공한 다음 날 바로 반군단체인 '차드 변화와 화합을 위한 전선’(FACT)에게 총격당해 병원에서 69세로 사망했다. 차드 국군 대변인인 아젬 베르만도아 아구나 장군은 대통령의 차남인 마하마트 이븐 이드리스 데비 이트노가 이끄는 과도군사평의회가 향후 18개월 간 나라를 통치할 것이라고 발표했다.

## 역대 선거 결과
| 선거명      | 직책명        | 대수 | 정당         | 1차 득표율 | 1차 득표수  | 2차 득표율 | 2차 득표수  | 결과 | 당락 |
| ----------- | ------------- | ---- | ------------ | ---------- | ----------- | ---------- | ----------- | ---- | ---- |
| 1996년 선거 | 차드의 대통령 | 6대  | 애국구제운동 | 43.83%     | 1,016,277표 | 71.59%     | 2,102,907표 | 1위  |      |
| 2001년 선거 | 차드의 대통령 | 6대  | 애국구제운동 | 63.17%     | 1,533,509표 |            |             | 1위  |      |
| 2006년 선거 | 차드의 대통령 | 6대  | 애국구제운동 | 64.67%     | 1,863,042표 |            |             | 1위  |      |
| 2011년 선거 | 차드의 대통령 | 6대  | 애국구제운동 | 88.66%     | 2,503,813표 |            |             | 1위  |      |
| 2016년 선거 | 차드의 대통령 | 6대  | 애국구제운동 | 59.92%     | 2,219,352표 |            |             | 1위  |      |
| 2021년 선거 | 차드의 대통령 | 6대  | 애국구제운동 | 79.32%     | 3,663,431표 |            |             | 1위  |      |

## 같이 보기
- 차드의 대통령